# Illiberis rotundata
Illiberis rotundata es una especie de mariposa de la familia Zygaenidae.
Fue descrita científicamente por Jordan en 1907.